# آنالیز تصاویر زیستی
آنالیز تصاویر زیستی زیرشاخه‌ای از بیوانفورماتیک و زیست‌شناسی محاسباتی است. تمرکز این زیرشاخه بر روی بررسی تصاویر زیستی، مخصوصا تصاویر سلولی و مولکولی با تعداد بالا، با استفاده از روش‌های محاسباتی است. هدف از آنالیز این نوع تصاویر پیچیده و ناهمگون به دست آوردن دانشی سودمند است.
به صورت مرسوم، آنالیز تصاویر زیستی به دست خود انسان انجام می‌شود. این روش کند و پرهزینه است و نتیجهٔ آن وابسته به شخصی است که تصاویر را آنالیز می‌کند. علاوه بر این، میکروسکوپ‌های خودکار مدرن قادر به تولید صدها تا هزاران تصویر در هر ساعت هستند، که آنالیز دستی این تصاویر را غیرممکن می‌کند. به همین دلیل، به روش‌های خودکار برای آنالیز این دسته از تصاویر روی آورده می‌شود. در برخی از موارد این سیستم‌های خودکار از انسان‌ها نیز بهتر عمل می‌کنند.
در چنین مسئله‌هایی با حجم بالایی از تصاویر از روش‌های پردازش تصویر، بینایی ماشین، داده‌کاوی، پایگاه داده و تصویرسازی برای استخراج، مقایسه، جستجو و مدیریت دانش زیستی استفاده می‌شود.

## ماهیت داده‌ها

### میکروسکوپ فلئورسانس

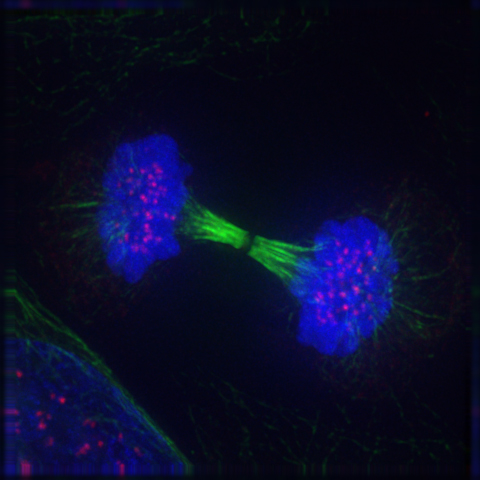
تصویر فلورسنت یک سلول در تلوفاز.

میکروسکوپ فلئورسانس به صورت گسترده‌ای در زیست‌شناسی و پزشکی استفاده می‌شود. از آن جایی که این نوع میکروسکوپ از ابزار پیچیده‌تر و گران‌تری نسبت به میکروسکوپ‌های نوری ساخته شده‌است، به‌طور معمول از آن در جاهایی استفاده می‌شود که کیفیت و حساسیت بسیار بالایی نیاز باشد. این میکروسکوپ قادر به شناسایی اجزائی است که از رزولوشن میکروسکوپ‌های نوری کوچک‌تر هستند. از مهمترین کاربدهای این میکروسکوپ می‌توان به مطالعهٔ سلول‌ها و بافت‌ها، ردیابی پروتئین‌ها به وسیلهٔ روش پادتن فلئورسانس و مطالعهٔ اسید نوکلئیک‌ها با استفاده از هیبریداسیون درجا اشاره کرد.
برای تهیهٔ تصویر از مولکول‌های هدف باید آن‌ها را با استفاده از پروتئین فلورسنت سبز، یا گونهٔ دیگری از پروتئین فلورسنت یا با پادتن فلورسنت برچسب‌گذاری کرد. از انواع میکروسکوپ‌هایی که استفاده می‌شوند می‌توان به میدان گسترده، کانفوکال و دو فتونی اشاره کرد.
میکروسکوپ‌های خودکار می‌توانند تعداد زیادی تصویر را به صورت خودکار تهیه کنند که این عمل نسبت به آنالیز با چشم سرعت بالاتری دارد. با این وجود از آن‌جایی که این فرایند به صورت خودکار انجام می‌شود می‌تواند دارای خطا باشد. به همین دلیل آنالیز این تصاویر نسبت به تصاویر تهیه شده به صورت غیرخودکار سخت‌تر است. از طرفی دیگر، در صورتی که این فرایند توسط یک شخص انجام شود ممکن است سوگیری آن شخص در نتایج تأثیر گذاشته باشد.

### بافت‌شناسی

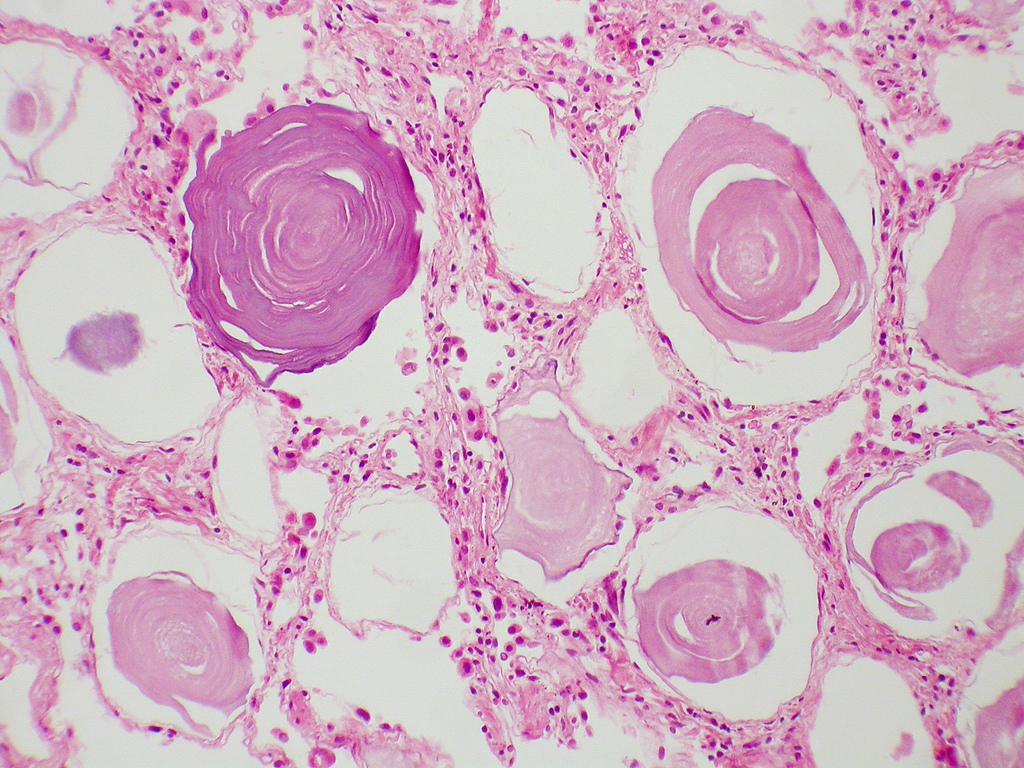
نمونه‌ای از یک تصویر بافت‌شناسی.

در بافت‌شناسی قطعه‌های بافت علامت‌گذاری شده و سپس در زیر میکروسکوپ بررسی می‌شوند. بر اساس این تصاویر می‌توان به محل قرارگیری زیرسلولی پروتئین‌های علامت‌گذاری شده نیز پی برد.

## مسئله‌های مهم

### آنالیز محلی زیرسلولی

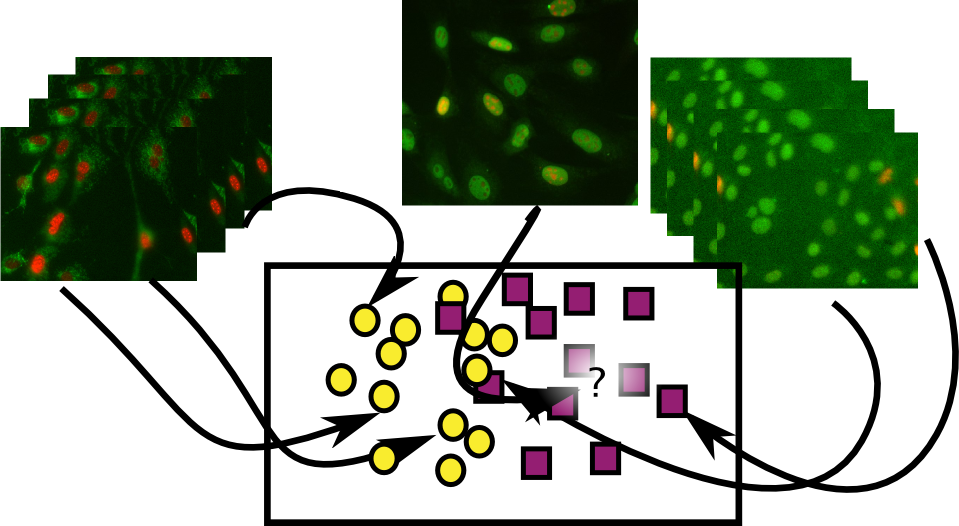
نمونه‌ای از محل زیرسلولی. در این مثال الگوهای مختلف با محاسبهٔ ویژگی‌های تصویری به فضای دوبعدی برده شده‌اند. تصویر پروتئین‌های ناشناس با استفاده از یک دسته‌بندی‌کننده دسته‌بندی می‌شود.

آنالیز محلی زیرسلولی یکی از مسئله‌های اولیه در این شاخه بوده‌است. در حالت با نظارت آن، هدف مسئله یافتن دسته‌بندی‌کننده‌ای است که بتواند اندامک‌های اصلی سلول را در تصاویر تشخیص دهد. روش‌هایی که برای این مسئله استفاده می‌شوند بر پایهٔ یادگیری ماشین هستند و سعی در ساخت یک دسته‌بندی‌کننده بر اساس ویژگی‌های عددی به دست آمده از تصویر دارند. این ویژگی‌ها می‌توانند ویژگی‌های کلی مورد استفاده در بینایی ماشین باشند یا به‌طور مخصوص بر اساس عامل‌های زیستی به دست آمده باشند.
علاوه بر تحقیقات زیست‌شناسی سلولی، این مسئله در مکان‌یابی پروتئین در سلول نیز کاربرد دارد. این مکان‌یابی کمک شایانی به فهم عملکرد پروتئین و شبکه‌های تنظیم‌کنندهٔ آن در سلول می‌کند. تصاویر دوبعدی در مقایسه با رشتهٔ یک‌بعدی اسید آمینه‌ها اطلاعات بسیار بیشتری را برای شناختن ویژگی‌های حرکتی پروتئین در اختیارمان می‌گذارند.

### بخش‌بندی

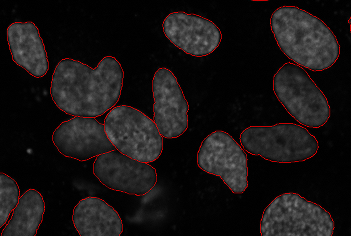
مثالی از مسئلهٔ بخش‌بندی هستهٔ سلول. در این تصویر مرزهای هسته‌ها و ناحیهٔ مربوط به هر هسته مشخص شده‌است.

بخش‌بندی سلول‌ها یکی از مهمترین زیرمسئله‌ها در این شاخه است که در مسائل دیگر از آن استفاده می‌شود. در برخی موارد به این مسئله به عنوان مسئله‌ای مستقل نیز پرداخته می‌شود. هدف این مسئله مشخص کردن مرزهای سلول‌ها در تصاویر چندسلولی است. این بخش‌بندی به ما امکان بررسی هر سلول به‌طور جداگانه را می‌دهد. در بسیاری از تصاویر هستهٔ سلول علامت‌گذاری شده‌است، که در این موارد هستهٔ سلول بخش‌بندی می‌شود. این مسئله نیز می‌تواند به صورت مستقل سودمند باشد یا از آن در پایه‌گذاری آب‌پخشان استفاده کرد که به بخش‌بندی تصویر اصلی منجر می‌شود.

### ردیابی
ردیابی یکی دیگر از مسائل مرسوم پردازش تصویر است که در آنالیز تصاویر زیستی نیز مطرح می‌شود. در این مسئله به یافتن روابط بین اجزاء در فریم‌های مختلف یک فیلم پرداخته می‌شود.
حرکت یک عملکرد ضروری در سیستم سلولی است. فعل و انفعالات شیمیایی پروتئین‌ها وابسته به حرکات میکروسکوپی آن‌ها است که به انتشار، انتقال و برخورد آن‌ها خلاصه می‌شود. وزیکول‌های حامل پروتئین به مکان‌های خاصی در سلول برای انجام وظیفه‌شان حرکت می‌کنند. کروموزوم‌ها نیز برای جدا شدن در تقسیم سلولی باید حرکت کنند. خود سلول‌ها هم در ساختار چندسلولی حرکت می‌کنند. اطلاعاتی که اندازه‌گیری این حرکات مختلف به ما دربارهٔ سیستم سلولی می‌دهد اجتناب‌ناپذیر است. پردازش تصویر دیجیتال به روشی متداول برای آنالیز کردن این حرکات در زیست‌شناسی سلول تبدیل شده‌است. روش‌های زیادی برای مسئلهٔ ردیابی ارائه شده‌اند. از جمله روش‌های ارائه شده می‌توان به کانتور فعال، آستانه‌گذاری و روش‌های پردازش ویدئو اشاره کرد.

## موضوعات مرتبط
- تصویربرداری پزشکی
- بیوانفورماتیک
- تشخیص الگو
- میکروسکوپ فلئورسانس
- زیست‌شناسی محاسباتی
- بخش‌بندی تصویر
- بافت‌شناسی